# Rafael Rodríguez de Cepeda
Rafael Rodríguez de Cepeda y Marqués (Valencia, 11 de marzo de 1850-Valencia, 15 de agosto de 1918) fue un publicista, catedrático y filósofo del derecho español, representante de la neoescolástica jurídica.

## Biografía
Nació el 11 de marzo de 1850 en Valencia. Obtuvo la licenciatura de Derecho en la Universidad de Valencia en 1877 y el doctorado en 1879 en la Universidad Central. Fue senador por la provincia de Valencia en los periodos 1907-1908, 1908-1909 y 1909-1910 y por la de Castellón en 1910 y 1911. Dentro de la neoescolástica destacó por su abordamiento de la cuestión social. Falleció en su ciudad natal el 15 de agosto de 1918.